# 耀华小学
耀华小学历史上原本是属于耀华学校的一所私立小学，同耀华中学有历史渊源。

## 历史沿革
1952年12月由当时的天津市人民政府接管后改为公立学校，更名为“五区第五小学”，校址位于天津市南京路耀华中学内。
1958年“五区五小”解散，师生被分配到长沙路小学和常德道小学，后来和平区教育局又恢复“五区五小”，把部分耀华小学教师和一、二年级学生迁到西安道小学校处，改名为南京路小学。
1958年实行总分校制，并更名为民园小学一分校。
1962年总分校制撤销，又更名回为西安道小学。
西安道小学、长沙路小学和保定道小学这三所与耀华小学有着传承关系学校近年来陆续合并回长沙路小学。
2007年于耀华中学80年校庆之时，复名“耀华小学”。现址在天津市和平区南京路与陕西路交口。

## 争议
一说更名耀华小学，有傍耀华中学名牌之嫌。